# Länggasse-Felsenau
Länggasse-Felsenau ist der Stadtteil II von sechs Berner Stadtteilen. Er befindet sich im Nordwesten der Stadt und umfasst die statistischen Bezirke Engeried, Felsenau, Länggasse, Muesmatt, Neufeld und Stadtbach.
Die Wohnbevölkerung betrug 2022 19'587 Personen, davon 15'785 Schweizer und 3'802 Ausländer.

## Besonderheiten
Der Stadtteil dient heutzutage hauptsächlich als Wohnquartier (Wohnungen von villenähnlichen Bauten über Arbeitersiedlungen bis zu Altersheimen) mit vielen Restaurants und Geschäften entlang der Hauptachse Länggassstrasse. Er ist ein Bildungsort (Universität Bern, Pädagogische Hochschule Bern, Gymnasium Neufeld, Freies Gymnasium Bern und viele weitere Schulen) und auch Naherholungsgebiet (Bremgartenwald und Engehalbinsel).
Im Tiefenauquartier befindet sich seit 1913 das Spital Tiefenau und südlich der Bremgartenstrasse das Lindenhofspital.

## Geschichte

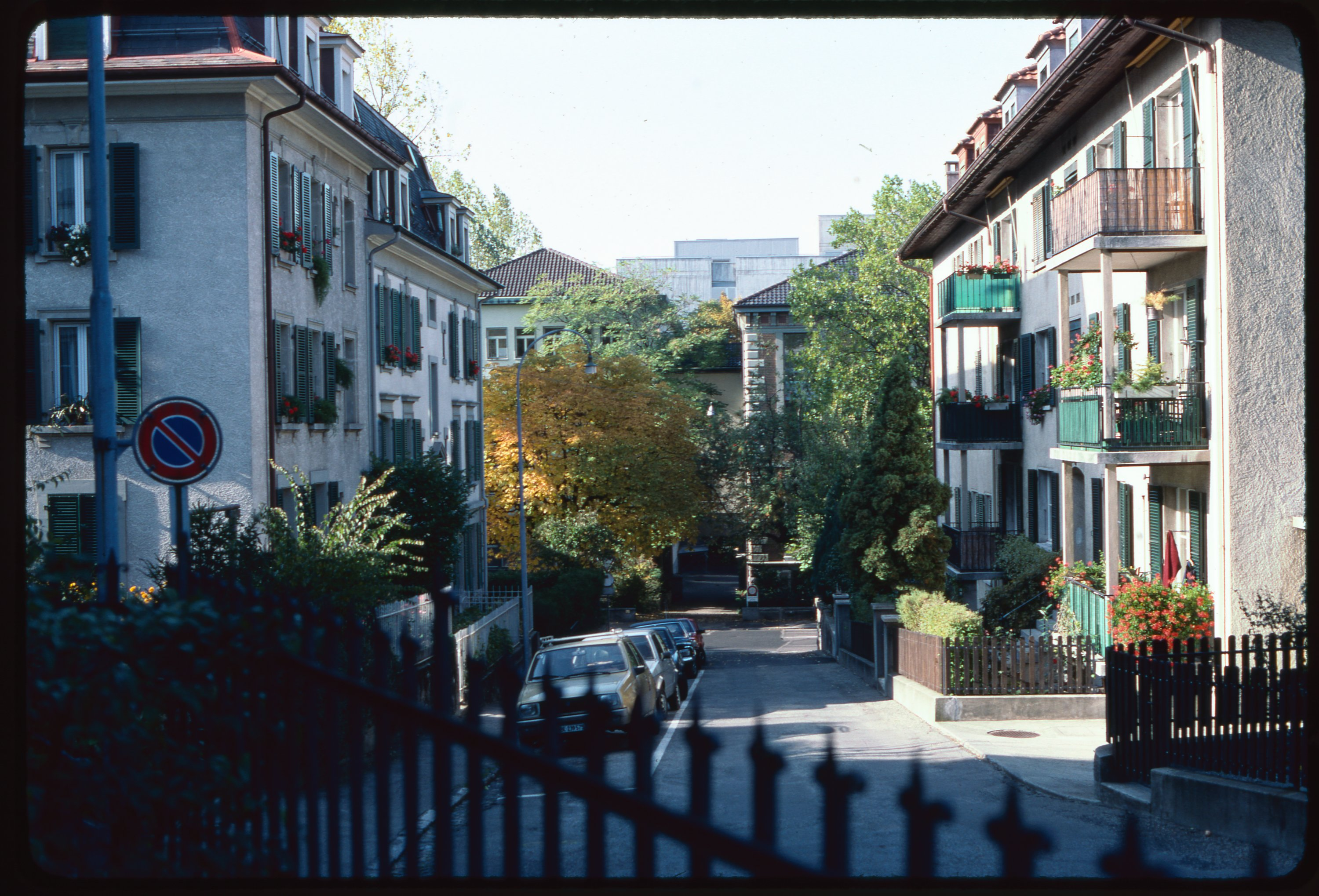
Donnerbühlweg, Länggasse (1983)

Die älteste nachgewiesene Siedlung auf bernischem Gebiet war eine wahrscheinlich seit der zweiten Hälfte des 2. Jahrhunderts v. Chr. befestigte grosse keltische Siedlung auf der Engehalbinsel. Sie könnte eines der zwölf von Julius Cäsar erwähnten Oppida der Helvetier gewesen sein. In römischer Zeit bestand ebenfalls auf der Engehalbinsel ein gallo-römischer Vicus. Heute ist ein archäologischer Rundgang ausgeschildert, wo man in mehreren Stationen die Besiedlungsspuren besichtigen kann.
Um 1800 wurden erste Landsitze und Sommerhäuser gebaut. Im 19. Jahrhundert entstanden exklusive Wohnquartiere (bei der Grossen Schanze und auf der Engehalbinsel). Der hintere Teil der Länggasse war ursprünglich von Industriebauten geprägt (Tobler, Von Roll), entwickelte sich dann aber zum Beamten- und Arbeiterwohnquartier. 1903 wurde bei der Grossen Schanze das Hauptgebäude der Universität Bern fertiggestellt. 1914 fand auf dem Viererfeld im Engeriedquartier die Schweizerische Landesausstellung statt, 1928 war dort die Schweizerische Ausstellung für Frauenarbeit.

## Stadtteilvertretung

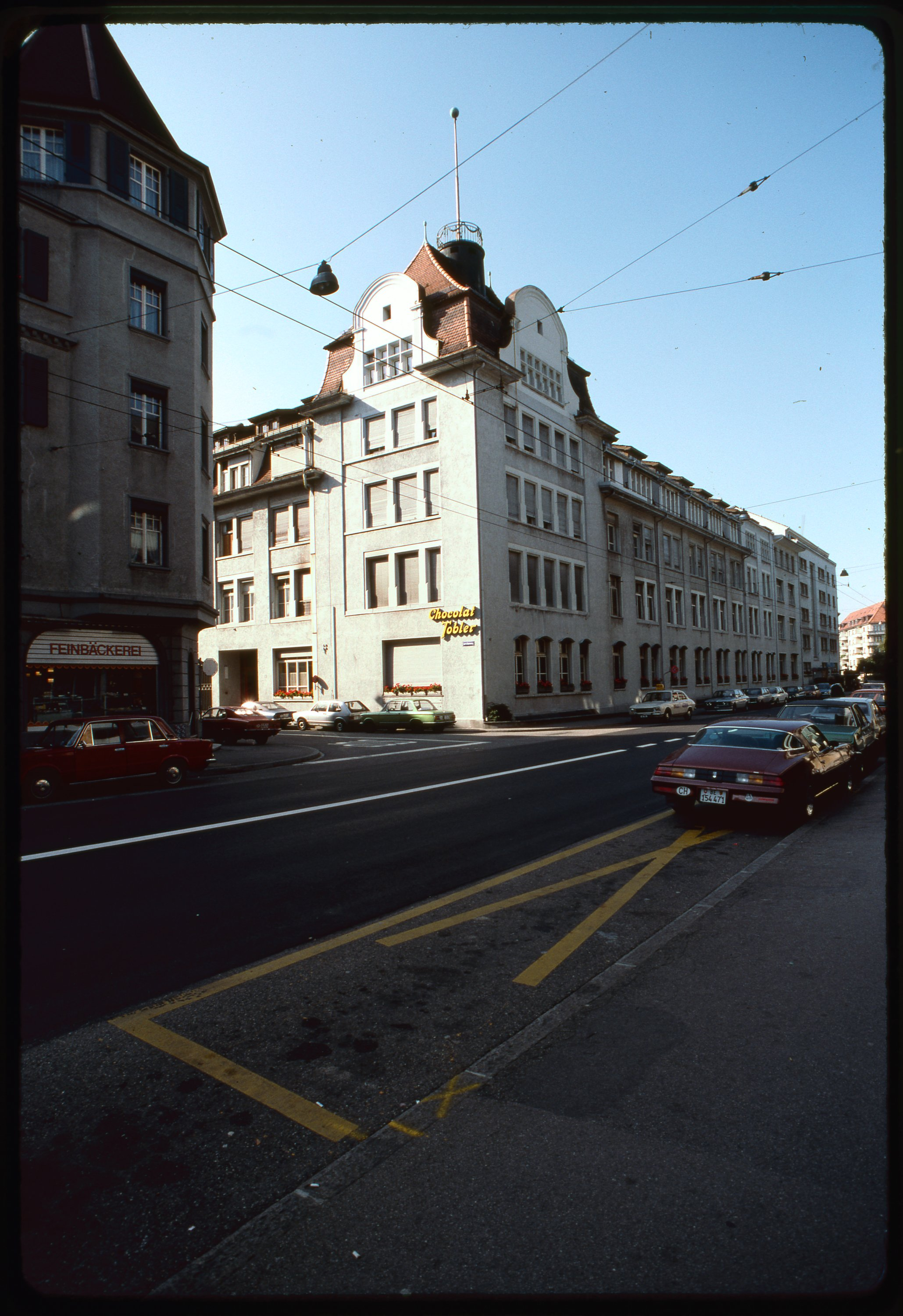
An der Länggassstrasse: Die frühere Fabrik "Chocolat Tobler" (Foto 1983), später als Gebäude der Universität Bern genutzt

Gemäss "Reglement über die politischen Rechte (RPR)" der Stadt Bern vertritt Quartierkommission Länggasse Engehalbinsel (QLE) die Interessen des Stadtteils. Sie arbeitet wie die anderen auf Delegiertenbasis der Parteien und Quartierorganisationen. "Rund 20 Organisationen" werden als stimmberechtigt angegeben. Herausgegeben wurde ein Quartierguide, der alles Wissenswerte zum Stadtteil enthält. Im Quartierguide wird auf die sechs statistischen Bezirke hingewiesen, ansonsten zwischen den beiden Quartieren Länggasse (umfasst auch Stadtbach, Muesmatt und Neufeld) und der Engehalbinsel unterschieden.

## Politik
Die Stimmenanteile der Parteien anlässlich der Wahl des Stadtrates vom 29. November 2020 betrugen: SP 29,8 % (davon JUSO 3,2 %), GB 15,7 %, glp 13,6 % (davon jglp 2,4 %), GFL 10,0 %, FDP 8,1 % (davon jf 1,0 %),  SVP 5,0 %, JA! 4,2 %, AL 3,4 %, CVP 3,0 %,  BDP 1,8 %, EVP 1,4 %, PdA 1,3 %, GaP 1,2 %, zämä 0,7 %, EDU 0,5 %, DLSSLP 0,4 %. Im Vergleich der Stadtteile erzielten im Stadtteil Länggasse-Felsenau  SP, GFL und  GB ihren jeweils höchsten Wähleranteil.
Im Vergleich mit dem gesamtstädtischen Ergebnis schnitten im universitär geprägten Stadtteil Länggasse-Felsenau die verschiedenen linken und grünen Parteien stärker ab, während die SVP das klar schlechteste Ergebnis erreichte.